# Ukraina (Leonardów)
Ukraina – część wsi Leonardów w Polsce, położona w województwie łódzkim, w powiecie zgierskim, w gminie Zgierz. Wchodzi w skład sołectwa Józefów.
W latach 1975–1998 Ukraina należała administracyjnie do ówczesnego województwa łódzkiego.